# Mobira Cityman 900
Mobira Cityman 900 var en mobiltelefon som lanserades 1987 av Nokia-Mobira och var en av de första handhållna mobiltelefonerna på marknaden. Mobira Cityman 900 var den första handhållna mobiltelefonen som utvecklats för NMT-nätet. Batteritiden i standby-läge var 14 timmar, medan samtalstiden var begränsad till bara 50 minuter. Batteriet, ett nickel kadmium (NiCd) på 1000mAh tog upp till 4 timmar att laddas fullt.
Designen av mobiltelefonen skapades av Matti Makkonen och Jorma Pitkonen.

## Funktioner
Urval av funktioner, ej fullständig lista:
- Ändring av landskod
- Återuppringning av senaste nummer
- Samtalens varaktighet
- Ställbar displaybelysning
- Funktionsknappar
- Ställbar ringvolym
- Dataöverföring MFT
- Indikator för signalstyrka via mobilnätet
- Batteriindikator